# Europees kampioenschap voetbal mannen onder 17 - 2014 (kwalificatie)
Het kwalificatietoernooi voor het Europees kampioenschap voetbal onder 17 voor mannen was een toernooi dat duurde van 21 september 2013 tot en met 31 maart 2014. Dit toernooi zou bepalen welke 7 landen zich kwalificeerden voor het Europees kampioenschap voetbal mannen onder 17 van 2014.
Alle landen van de UEFA mochten meedoen aan dit toernooi. Spelers geboren op of na 1 januari 1997 mochten deelnemen. Het toernooi werd verdeeld over twee rondes. De eerste ronde werd de kwalificatieronde genoemd en de tweede ronde heet de eliteronde. Malta was als gastland automatisch gekwalificeerd.

## Gekwalificeerde landen
| Land        | Gekwalificeerd als          | Beste prestatie         |
| ----------- | --------------------------- | ----------------------- |
| Malta       | Gastland                    | Eerste deelname         |
| Zwitserland | Eliteronde: Winnaar groep 1 | Kampioen (2002)         |
| Turkije     | Eliteronde: Winnaar groep 2 | Kampioen (2005)         |
| Nederland   | Eliteronde: Winnaar groep 3 | Kampioen (2011 en 2012) |
| Engeland    | Eliteronde: Winnaar groep 4 | Kampioen (2010)         |
| Duitsland   | Eliteronde: Winnaar groep 5 | Kampioen (2009)         |
| Schotland   | Eliteronde: Winnaar groep 6 | Groepsfase (2008)       |
| Portugal    | Eliteronde: Winnaar groep 7 | Kampioen (2003)         |

## Loting kwalificatieronde
De 52 deelnemende landen werden verdeeld in twee potten op basis van de UEFA onder-17 coëfficiënten. Om politieke redenen mochten Armenië en Azerbeidzjan niet bij elkaar in groep terecht komen. Ook Georgië en Rusland mochten niet bij elkaar in een groep. Gibraltar nam voor het eerst deel aan het toernooi.
Het gastland, Malta, hoefde geen kwalificatie te spelen. Duitsland ontving een bye voor de eliteronde en hoefde dus niet aan deze loting mee te doen. Duitsland was het hoogste op de coëfficiëntenlijst. De loting werd gehouden op 5 december 2012 in Nyon, Zwitserland.
| Pot A | Pot B |
| --- | --- |
| - Engeland - Frankrijk - Nederland - Spanje - Tsjechië - Portugal - Denemarken - Servië - Georgië - Hongarije - België - Turkije - Griekenland - Zwitserland - Ierland - Italië - Kroatië - Roemenië - Polen - IJsland - Noorwegen - Noord-Ierland - Zweden - Schotland - Rusland - Wit-Rusland | - Slowakije - Oostenrijk - Oekraïne - Luxemburg - Bosnië en Herzegovina - Finland - Israël - Bulgarije - Wales - Litouwen - Montenegro - Azerbeidzjan - Slovenië - Kazachstan - Albanië - Estland - Armenië - Noord-Macedonië - Cyprus - Letland - Faeröer - Andorra - Moldavië - San Marino - Liechtenstein - Gibraltar |

## Kwalificatieronde

### Groep 1
De wedstrijden werden gespeeld tussen 18 en 23 oktober 2013 in Albanië.
| Pos | Team        | Wed | W | G | V | Ptn | DV | DT | +/− | Kwalificatie                  |   | ROU | ALB | BLR | FIN |
| --- | ----------- | --- | - | - | - | --- | -- | -- | --- | ----------------------------- | - | --- | --- | --- | --- |
| 1   | Roemenië    | 3   | 3 | 0 | 0 | 9   | 4  | 0  | +4  | Geplaatst voor de eliteronde. |   | —   | 1–0 | 2–0 | 1–0 |
| 2   | Albanië     | 3   | 1 | 1 | 1 | 4   | 2  | 2  | 0   | Geplaatst voor de eliteronde. |   | —   | —   | 2–1 | 0–0 |
| 3   | Wit-Rusland | 3   | 1 | 0 | 2 | 3   | 2  | 4  | −2  |                               |   | —   | —   | —   | 1–0 |
| 4   | Finland     | 3   | 0 | 1 | 2 | 1   | 0  | 2  | −2  |                               | — | —   | —   | —   |     |

### Groep 2
De wedstrijden werden gespeeld tussen 19 en 24 oktober 2013 in Litouwen.
| Pos | Team     | Wed | W | G | V | Ptn | DV | DT | +/− | Kwalificatie                  |  | ITA | SWE | UKR | LTU |
| --- | -------- | --- | - | - | - | --- | -- | -- | --- | ----------------------------- |  | --- | --- | --- | --- |
| 1   | Italië   | 3   | 2 | 1 | 0 | 7   | 5  | 1  | +4  | Geplaatst voor de eliteronde. |  | —   | 3–0 | 2–1 | 0–0 |
| 2   | Zweden   | 3   | 1 | 1 | 1 | 4   | 3  | 3  | 0   | Geplaatst voor de eliteronde. |  | —   | —   | 0–0 | 3–0 |
| 3   | Oekraïne | 3   | 0 | 2 | 1 | 2   | 2  | 3  | −1  | Geplaatst voor de eliteronde. |  | —   | —   | —   | 1–1 |
| 4   | Litouwen | 3   | 0 | 2 | 1 | 2   | 1  | 4  | −3  |                               |  | —   | —   | —   | —   |

### Groep 3
De wedstrijden werden gespeeld tussen 22 en 27 oktober 2013 in Israël.
| Pos | Team          | Wed | W | G | V | Ptn | DV | DT | +/− | Kwalificatie                  |   | FRA | CZE | ISR | LIE |
| --- | ------------- | --- | - | - | - | --- | -- | -- | --- | ----------------------------- | - | --- | --- | --- | --- |
| 1   | Frankrijk     | 3   | 2 | 1 | 0 | 7   | 7  | 2  | +5  | Geplaatst voor de eliteronde. |   | —   | 3–0 | 2–2 | 2–0 |
| 2   | Tsjechië      | 3   | 2 | 0 | 1 | 6   | 7  | 5  | +2  | Geplaatst voor de eliteronde. |   | —   | —   | 4–2 | 3–0 |
| 3   | Israël        | 3   | 1 | 1 | 1 | 4   | 12 | 6  | +6  |                               |   | —   | —   | —   | 8–0 |
| 4   | Liechtenstein | 3   | 0 | 0 | 3 | 0   | 0  | 13 | −13 |                               | — | —   | —   | —   |     |

### Groep 4
De wedstrijden werden gespeeld tussen 23 en 28 september 2013 in Slovenië.
| Pos | Team      | Wed | W | G | V | Ptn | DV | DT | +/− | Kwalificatie                  |   | SCO | WAL | SLO | HUN |
| --- | --------- | --- | - | - | - | --- | -- | -- | --- | ----------------------------- | - | --- | --- | --- | --- |
| 1   | Schotland | 3   | 2 | 1 | 0 | 7   | 5  | 2  | +3  | Geplaatst voor de eliteronde. |   | —   | 0–0 | 3–1 | 2–1 |
| 2   | Wales     | 3   | 1 | 2 | 0 | 5   | 8  | 5  | +3  | Geplaatst voor de eliteronde. |   | —   | —   | 3–0 | 5–5 |
| 3   | Slovenië  | 3   | 1 | 0 | 2 | 3   | 5  | 8  | −3  |                               |   | —   | —   | —   | 4–2 |
| 4   | Hongarije | 3   | 0 | 1 | 2 | 1   | 8  | 11 | −3  |                               | — | —   | —   | —   |     |

### Groep 5
De wedstrijden werden gespeeld tussen 8 en 13 oktober 2013 in Bosnië-Herzegovina.
| Pos | Team                  | Wed | W | G | V | Ptn | DV | DT | +/− | Kwalificatie                  |   | POR | BIH | CRO | MNE |
| --- | --------------------- | --- | - | - | - | --- | -- | -- | --- | ----------------------------- | - | --- | --- | --- | --- |
| 1   | Portugal              | 3   | 3 | 0 | 0 | 9   | 5  | 1  | +4  | Geplaatst voor de eliteronde. |   | —   | 2–0 | 1–0 | 2–1 |
| 2   | Bosnië en Herzegovina | 3   | 1 | 1 | 1 | 4   | 2  | 2  | 0   | Geplaatst voor de eliteronde. |   | —   | —   | 2–0 | 0–0 |
| 3   | Kroatië               | 3   | 1 | 0 | 2 | 3   | 1  | 3  | −2  |                               |   | —   | —   | —   | 1–0 |
| 4   | Montenegro            | 3   | 0 | 1 | 2 | 1   | 1  | 3  | −2  |                               | — | —   | —   | —   |     |

### Groep 6
De wedstrijden werden gespeeld tussen 1 en 6 oktober 2013 in Servië.
| Pos | Team        | Wed | W | G | V | Ptn | DV | DT | +/− | Kwalificatie                  |   | SRB | GRE | EST | AND |
| --- | ----------- | --- | - | - | - | --- | -- | -- | --- | ----------------------------- | - | --- | --- | --- | --- |
| 1   | Servië      | 3   | 2 | 1 | 0 | 7   | 10 | 1  | +9  | Geplaatst voor de eliteronde. |   | —   | 0–0 | 4–1 | 6–0 |
| 2   | Griekenland | 3   | 2 | 1 | 0 | 7   | 4  | 1  | +3  | Geplaatst voor de eliteronde. |   | —   | —   | 3–1 | 1–0 |
| 3   | Estland     | 3   | 1 | 0 | 2 | 3   | 4  | 7  | −3  |                               |   | —   | —   | —   | 2–0 |
| 4   | Andorra     | 3   | 0 | 0 | 3 | 0   | 0  | 9  | −9  |                               | — | —   | —   | —   |     |

### Groep 7
De wedstrijden werden gespeeld tussen 24 en 29 oktober in Armenië.
| Pos | Team      | Wed | W | G | V | Ptn | DV | DT | +/− | Kwalificatie                  |   | ENG | IRL | ARM | GIB |
| --- | --------- | --- | - | - | - | --- | -- | -- | --- | ----------------------------- | - | --- | --- | --- | --- |
| 1   | Engeland  | 3   | 3 | 0 | 0 | 9   | 18 | 0  | +18 | Geplaatst voor de eliteronde. |   | —   | 6–0 | 4–0 | 8–0 |
| 2   | Ierland   | 3   | 2 | 0 | 1 | 6   | 6  | 7  | −1  | Geplaatst voor de eliteronde. |   | —   | —   | 2–0 | 4–1 |
| 3   | Armenië   | 3   | 1 | 0 | 2 | 3   | 2  | 7  | −5  |                               |   | —   | —   | —   | 2–1 |
| 4   | Gibraltar | 3   | 0 | 0 | 3 | 0   | 2  | 14 | −12 |                               | — | —   | —   | —   |     |

### Groep 8
De wedstrijden werden gespeeld tussen 25 en 30 september 2013 in Cyprus.
| Pos | Team      | Wed | W | G | V | Ptn | DV | DT | +/− | Kwalificatie                  |   | ESP | NOR | CYP | MDA |
| --- | --------- | --- | - | - | - | --- | -- | -- | --- | ----------------------------- | - | --- | --- | --- | --- |
| 1   | Spanje    | 3   | 3 | 0 | 0 | 9   | 6  | 0  | +6  | Geplaatst voor de eliteronde. |   | —   | 2–0 | 1–0 | 3–0 |
| 2   | Noorwegen | 3   | 1 | 1 | 1 | 4   | 5  | 5  | 0   | Geplaatst voor de eliteronde. |   | —   | —   | 4–2 | 1–1 |
| 3   | Cyprus    | 3   | 1 | 0 | 2 | 3   | 4  | 5  | −1  |                               |   | —   | —   | —   | 2–0 |
| 4   | Moldavië  | 3   | 0 | 1 | 2 | 1   | 1  | 6  | −5  |                               | — | —   | —   | —   |     |

### Groep 9
De wedstrijden werden gespeeld tussen 14 en 19 november 2013 in Noord-Ierland.
| Pos | Team          | Wed | W | G | V | Ptn | DV | DT | +/− | Kwalificatie                  |   | TUR | LAT | NIR | LUX |
| --- | ------------- | --- | - | - | - | --- | -- | -- | --- | ----------------------------- | - | --- | --- | --- | --- |
| 1   | Turkije       | 3   | 2 | 1 | 0 | 7   | 5  | 2  | +3  | Geplaatst voor de eliteronde. |   | —   | 1–0 | 2–0 | 2–2 |
| 2   | Letland       | 3   | 2 | 0 | 1 | 6   | 3  | 1  | +2  | Geplaatst voor de eliteronde. |   | —   | —   | 1–0 | 2–0 |
| 3   | Noord-Ierland | 3   | 1 | 0 | 2 | 3   | 3  | 4  | −1  |                               |   | —   | —   | —   | 3–1 |
| 4   | Luxemburg     | 3   | 0 | 1 | 2 | 1   | 3  | 7  | −4  |                               | — | —   | —   | —   |     |

### Groep 10
De wedstrijden werden gespeeld tussen 21 en 26 september 2013 in Rusland.
| Pos | Team         | Wed | W | G | V | Ptn | DV | DT | +/− | Kwalificatie                  |   | ISL | RUS | SVK | AZE |
| --- | ------------ | --- | - | - | - | --- | -- | -- | --- | ----------------------------- | - | --- | --- | --- | --- |
| 1   | IJsland      | 3   | 2 | 1 | 0 | 7   | 9  | 6  | +3  | Geplaatst voor de eliteronde. |   | —   | 2–1 | 4–2 | 3–3 |
| 2   | Rusland      | 3   | 2 | 0 | 1 | 6   | 4  | 3  | +1  | Geplaatst voor de eliteronde. |   | —   | —   | 2–1 | 1–0 |
| 3   | Slowakije    | 3   | 1 | 0 | 2 | 3   | 7  | 8  | −1  |                               |   | —   | —   | —   | 4–2 |
| 4   | Azerbeidzjan | 3   | 0 | 1 | 2 | 1   | 5  | 8  | −3  |                               | — | —   | —   | —   |     |

### Groep 11
De wedstrijden werden gespeeld tussen 17 en 22 oktober 2013 in Georgië.
| Pos | Team       | Wed | W | G | V | Ptn | DV | DT | +/− | Kwalificatie                  |   | NED | GEO | FAR | SMR  |
| --- | ---------- | --- | - | - | - | --- | -- | -- | --- | ----------------------------- | - | --- | --- | --- | ---- |
| 1   | Nederland  | 3   | 3 | 0 | 0 | 9   | 17 | 0  | +17 | Geplaatst voor de eliteronde. |   | —   | 1–0 | 4–0 | 12–0 |
| 2   | Georgië    | 3   | 2 | 0 | 1 | 6   | 5  | 2  | +3  | Geplaatst voor de eliteronde. |   | —   | —   | 2–0 | 3–1  |
| 3   | Faeröer    | 3   | 1 | 0 | 2 | 3   | 1  | 6  | −5  |                               |   | —   | —   | —   | 1–0  |
| 4   | San Marino | 3   | 0 | 0 | 3 | 0   | 1  | 16 | −15 |                               | — | —   | —   | —   |      |

### Groep 12
De wedstrijden werden gespeeld tussen 26 september en 1 oktober 2013 in Denemarken.
| Pos | Team        | Wed | W | G | V | Ptn | DV | DT | +/− | Kwalificatie                  |   | SUI | AUT | DEN | KAZ |
| --- | ----------- | --- | - | - | - | --- | -- | -- | --- | ----------------------------- | - | --- | --- | --- | --- |
| 1   | Zwitserland | 3   | 2 | 1 | 0 | 7   | 7  | 0  | +7  | Geplaatst voor de eliteronde. |   | —   | 4–0 | 0–0 | 3–0 |
| 2   | Oostenrijk  | 3   | 2 | 0 | 1 | 6   | 4  | 4  | 0   | Geplaatst voor de eliteronde. |   | —   | —   | 2–0 | 2–0 |
| 3   | Denemarken  | 3   | 1 | 1 | 1 | 4   | 1  | 2  | −1  |                               |   | —   | —   | —   | 1–0 |
| 4   | Kazachstan  | 3   | 0 | 0 | 3 | 0   | 0  | 6  | −6  |                               | — | —   | —   | —   |     |

### Groep 13
De wedstrijden werden gespeeld tussen 17 en 22 oktober 2013 in Macedonië.
| Pos | Team            | Wed | W | G | V | Ptn | DV | DT | +/− | Kwalificatie                  |   | POL | BEL | MKD | BUL |
| --- | --------------- | --- | - | - | - | --- | -- | -- | --- | ----------------------------- | - | --- | --- | --- | --- |
| 1   | Polen           | 3   | 3 | 0 | 0 | 9   | 8  | 2  | +6  | Geplaatst voor de eliteronde. |   | —   | 2–0 | 3–2 | 3–0 |
| 2   | België          | 3   | 2 | 0 | 1 | 6   | 7  | 2  | +5  | Geplaatst voor de eliteronde. |   | —   | —   | 5–0 | 2–0 |
| 3   | Noord-Macedonië | 3   | 1 | 0 | 2 | 3   | 4  | 9  | −5  |                               |   | —   | —   | —   | 2–1 |
| 4   | Bulgarije       | 3   | 0 | 0 | 3 | 0   | 1  | 7  | −6  |                               | — | —   | —   | —   |     |

### Ranking nummers 3
Om te bepalen welke landen, die derde waren geworden, mochten aansluiten bij de eliteronde werd een rangschikking gemaakt van de nummers 3 uit iedere groep. De bovenste vijf landen kwalificeerden zich. Alleen de resultaten tegen de landen die 1 en 2 waren geworden telden mee.
| Pos | Team            | Wed | W | G | V | Ptn | DV | DT | +/− | Kwalificatie |
| --- | --------------- | --- | - | - | - | --- | -- | -- | --- | ------------ |
| 1   | Oekraïne        | 2   | 0 | 1 | 1 | 1   | 1  | 2  | −1  | Eliteronde   |
| 2   | Israël          | 2   | 0 | 1 | 1 | 1   | 4  | 6  | −2  |              |
| 3   | Denemarken      | 2   | 0 | 1 | 1 | 1   | 0  | 2  | −2  |              |
| 4   | Slowakije       | 2   | 0 | 0 | 2 | 0   | 3  | 6  | −3  |              |
| 5   | Cyprus          | 2   | 0 | 0 | 2 | 0   | 2  | 5  | −3  |              |
| 6   | Wit-Rusland     | 2   | 0 | 0 | 2 | 0   | 1  | 4  | −3  |              |
| 7   | Kroatië         | 2   | 0 | 0 | 2 | 0   | 0  | 3  | −3  |              |
| 8   | Noord-Ierland   | 2   | 0 | 0 | 2 | 0   | 0  | 3  | −3  |              |
| 9   | Estland         | 2   | 0 | 0 | 2 | 0   | 2  | 7  | −5  |              |
| 10  | Slovenië        | 2   | 0 | 0 | 2 | 0   | 1  | 6  | −5  |              |
| 11  | Noord-Macedonië | 2   | 0 | 0 | 2 | 0   | 2  | 8  | −6  |              |
| 12  | Armenië         | 2   | 0 | 0 | 2 | 0   | 0  | 6  | −6  |              |
| 13  | Faeröer         | 2   | 0 | 0 | 2 | 0   | 0  | 6  | −6  |              |

## Loting eliteronde
De loting voor de eliteronde werd gehouden op het UEFA-hoofdkantoor in Nyon, Zwitserland, op 28 november 2013. Elk team kwam terecht in een van de vier potten. De verdeling werd gebaseerd op de resultaten in de kwalificatieronde. In elke groep kwam een land uit iedere pot. Landen die tegen elkaar gespeeld hadden in de eerste ronde konden in deze ronde niet nog een keer tegen elkaar uitkomen.
| Pot A                                                       | Pot B                                                         | Pot C                                                          | Pot D                                                                 |
| ----------------------------------------------------------- | ------------------------------------------------------------- | -------------------------------------------------------------- | --------------------------------------------------------------------- |
| Duitsland Engeland Nederland Polen Spanje Portugal Roemenië | Servië Zwitserland Frankrijk Italië IJsland Schotland Turkije | Griekenland België Georgië Tsjechië Letland Rusland Oostenrijk | Ierland Wales Noorwegen Zweden Bosnië en Herzegovina Albanië Oekraïne |

## Eliteronde

### Groep 1
De wedstrijden werden gespeeld tussen 26 en 31 maart 2014 in Rusland.
| Pos | Team        | Wed | W | G | V | Ptn | DV | DT | +/− | Kwalificatie                      |   | SUI | RUS | ESP | WAL |
| --- | ----------- | --- | - | - | - | --- | -- | -- | --- | --------------------------------- | - | --- | --- | --- | --- |
| 1   | Zwitserland | 3   | 2 | 1 | 0 | 7   | 3  | 1  | +2  | Geplaatst voor het hoofdtoernooi. |   | —   | 1–1 | 1–0 | 1–0 |
| 2   | Rusland     | 3   | 1 | 2 | 0 | 5   | 4  | 2  | +2  |                                   |   | —   | —   | 1–1 | 2–0 |
| 3   | Spanje      | 3   | 1 | 1 | 1 | 4   | 2  | 2  | 0   |                                   | — | —   | —   | 1–0 |     |
| 4   | Wales       | 3   | 0 | 0 | 3 | 0   | 0  | 4  | −4  |                                   | — | —   | —   | —   |     |

### Groep 2
De wedstrijden werden gespeeld tussen 25 en 30 maart 2014 in Griekenland.
| Pos | Team        | Wed | W | G | V | Ptn | DV | DT | +/− | Kwalificatie                      |   | TUR | POL | GRE | NOR |
| --- | ----------- | --- | - | - | - | --- | -- | -- | --- | --------------------------------- | - | --- | --- | --- | --- |
| 1   | Turkije     | 3   | 2 | 1 | 0 | 7   | 4  | 2  | +2  | Geplaatst voor het hoofdtoernooi. |   | —   | 0–0 | 1–0 | 3–2 |
| 2   | Polen       | 3   | 2 | 1 | 0 | 7   | 4  | 2  | +2  |                                   |   | —   | —   | 2–1 | 2–1 |
| 3   | Griekenland | 3   | 1 | 0 | 2 | 3   | 4  | 3  | +1  |                                   | — | —   | —   | 3–0 |     |
| 4   | Noorwegen   | 3   | 0 | 0 | 3 | 0   | 3  | 8  | −5  |                                   | — | —   | —   | —   |     |

### Groep 3
De wedstrijden werden gespeeld tussen 20 en 25 maart 2014 in Nederland.
| Pos | Team       | Wed | W | G | V | Ptn | DV | DT | +/− | Kwalificatie                      |   | NED | FRA | AUT | SWE |
| --- | ---------- | --- | - | - | - | --- | -- | -- | --- | --------------------------------- | - | --- | --- | --- | --- |
| 1   | Nederland  | 3   | 3 | 0 | 0 | 9   | 7  | 2  | +5  | Geplaatst voor het hoofdtoernooi. |   | —   | 3–1 | 2–1 | 2–0 |
| 2   | Frankrijk  | 3   | 2 | 0 | 1 | 6   | 6  | 4  | +2  |                                   |   | —   | —   | 2–1 | 3–0 |
| 3   | Oostenrijk | 3   | 1 | 0 | 2 | 3   | 3  | 4  | −1  |                                   | — | —   | —   | 1–0 |     |
| 4   | Zweden     | 3   | 0 | 0 | 3 | 0   | 0  | 6  | −6  |                                   | — | —   | —   | —   |     |

### Groep 4
De wedstrijden werden gespeeld tussen 26 en 31 maart 2014 in Tsjechië.
| Pos | Team     | Wed | W | G | V | Ptn | DV | DT | +/− | Kwalificatie                      |   | ENG | CZE | ITA | ALB |
| --- | -------- | --- | - | - | - | --- | -- | -- | --- | --------------------------------- | - | --- | --- | --- | --- |
| 1   | Engeland | 3   | 3 | 0 | 0 | 9   | 4  | 1  | +3  | Geplaatst voor het hoofdtoernooi. |   | —   | 1–0 | 2–1 | 1–0 |
| 2   | Tsjechië | 3   | 2 | 0 | 1 | 6   | 4  | 2  | +2  |                                   |   | —   | —   | 2–1 | 2–0 |
| 3   | Italië   | 3   | 1 | 0 | 2 | 3   | 4  | 5  | −1  |                                   | — | —   | —   | 2–1 |     |
| 4   | Albanië  | 3   | 0 | 0 | 3 | 0   | 1  | 5  | −4  |                                   | — | —   | —   | —   |     |

### Groep 5
De wedstrijden werden gespeeld tussen 26 en 31 maart 2014 in Servië.
| Pos | Team      | Wed | W | G | V | Ptn | DV | DT | +/− | Kwalificatie                      |   | GER | SER | IRL | GEO |
| --- | --------- | --- | - | - | - | --- | -- | -- | --- | --------------------------------- | - | --- | --- | --- | --- |
| 1   | Duitsland | 3   | 2 | 1 | 0 | 7   | 8  | 1  | +7  | Geplaatst voor het hoofdtoernooi. |   | —   | 1–1 | 3–0 | 4–0 |
| 2   | Servië    | 3   | 2 | 1 | 0 | 7   | 5  | 2  | +3  |                                   |   | —   | —   | 2–1 | 2–0 |
| 3   | Ierland   | 3   | 0 | 1 | 2 | 1   | 3  | 7  | −4  |                                   | — | —   | —   | 2–2 |     |
| 4   | Georgië   | 3   | 0 | 1 | 2 | 1   | 2  | 8  | −6  |                                   | — | —   | —   | —   |     |

### Groep 6
De wedstrijden werden gespeeld tussen 24 en 29 maart 2014 in Schotland.
| Pos | Team                  | Wed | W | G | V | Ptn | DV | DT | +/− | Kwalificatie                      |   | SCO | BIH | ROU | BEL |
| --- | --------------------- | --- | - | - | - | --- | -- | -- | --- | --------------------------------- | - | --- | --- | --- | --- |
| 1   | Schotland             | 3   | 3 | 0 | 0 | 9   | 6  | 1  | +5  | Geplaatst voor het hoofdtoernooi. |   | —   | 2–0 | 1–0 | 3–1 |
| 2   | Bosnië en Herzegovina | 3   | 2 | 0 | 1 | 6   | 4  | 2  | +2  |                                   |   | —   | —   | 1–0 | 3–0 |
| 3   | Roemenië              | 3   | 0 | 1 | 2 | 1   | 0  | 2  | −2  |                                   | — | —   | —   | 0–0 |     |
| 4   | België                | 3   | 0 | 1 | 2 | 1   | 1  | 6  | −5  |                                   | — | —   | —   | —   |     |

### Groep 7
De wedstrijden werden gespeeld tussen 26 en 31 maart 2014 in Portugal.
| Pos | Team     | Wed | W | G | V | Ptn | DV | DT | +/− | Kwalificatie                      |   | POR | UKR | ISL | LAT |
| --- | -------- | --- | - | - | - | --- | -- | -- | --- | --------------------------------- | - | --- | --- | --- | --- |
| 1   | Portugal | 3   | 3 | 0 | 0 | 9   | 9  | 0  | +9  | Geplaatst voor het hoofdtoernooi. |   | —   | 3–0 | 3–0 | 3–0 |
| 2   | Oekraïne | 3   | 2 | 0 | 1 | 6   | 7  | 4  | +3  |                                   |   | —   | —   | 2–0 | 5–1 |
| 3   | IJsland  | 3   | 0 | 1 | 2 | 1   | 0  | 5  | −5  |                                   | — | —   | —   | 0–0 |     |
| 4   | Letland  | 3   | 0 | 1 | 2 | 1   | 1  | 8  | −7  |                                   | — | —   | —   | —   |     |

Jeugd-EK's: onder 21 · onder 19       Jeugd-WK's: onder 20 · onder 17